# St. Peter und Paul (Sommersell)

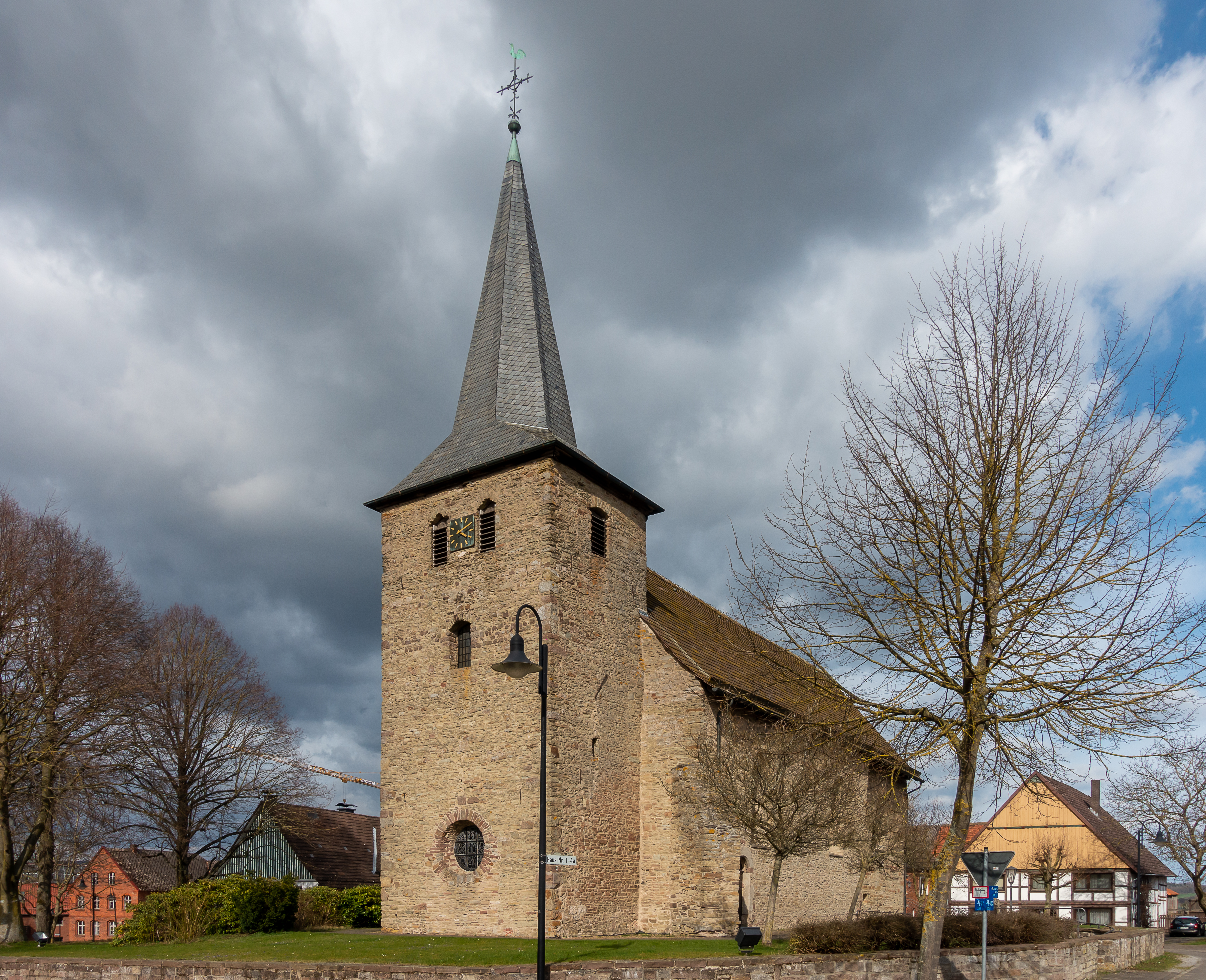
St. Peter und Paul in Sommersell

Die katholische Pfarrkirche St. Peter und Paul ist ein denkmalgeschütztes Kirchengebäude in Sommersell, einem Ortsteil von Nieheim im Kreis Höxter (Nordrhein-Westfalen). Kirche und Gemeinde gehören zum Pastoralverbund Nieheimer Land im Dekanat Höxter des Erzbistums Paderborn.

## Geschichte und Architektur
Die Gemeinde wurde 1231 erwähnt. Der zweijochige Saal mit einem fast quadratischen, wenig eingezogenen Chor wurde in der ersten Hälfte des 13. Jahrhunderts anstelle eines Vorgängergebäudes errichtet. Der mit einem Spitzhelm bekrönte Westturm ist vorgestellt, im Norden befindet sich ein Anbau. Gemäß einer dendrochronologischen Untersuchung wurde das Dach 1575 erneuert. Die Patronatsloge wurde 1663 angefügt, der Turm wurde 1706 erneuert. Ein Sakristeianbau erfolgte 1878. Das Südportal mit Werksteinrahmung ist mit 1575 bezeichnet, die Wände sind durch große Rundbogenfenster gegliedert. Das am nördlichen Anbau eingebaute romanische Tympanon mit Taubandrahmung ist mit zwei Wappen von Oeynhausen geschmückt. Diese sind mit 1663 bezeichnet. Über einer vermauerten Öffnung in der Ostwand befindet sich die Bezeichnung 1710. Die kleine quadratische Öffnung am Chor wird Pestfenster genannt. Die Strebepfeiler an der Westseite wurden nachträglich angefügt. 
Im Innenraum ruhen kuppelige Kreuzgratgewölbe auf rechteckigen Vorlagen und profilierten Kämpfern. Der Chorbogen wirkt einschnürend. Die niedrige Turmhalle ist durch einen Spitzbogen zum Schiff geöffnet. Der mittlere Schlussstein ist mit dem Wappen von Oeynhausen verziert. Die Raumfassung des 16. Jahrhunderts wurde von 1970 bis 1971 freigelegt und ergänzt.

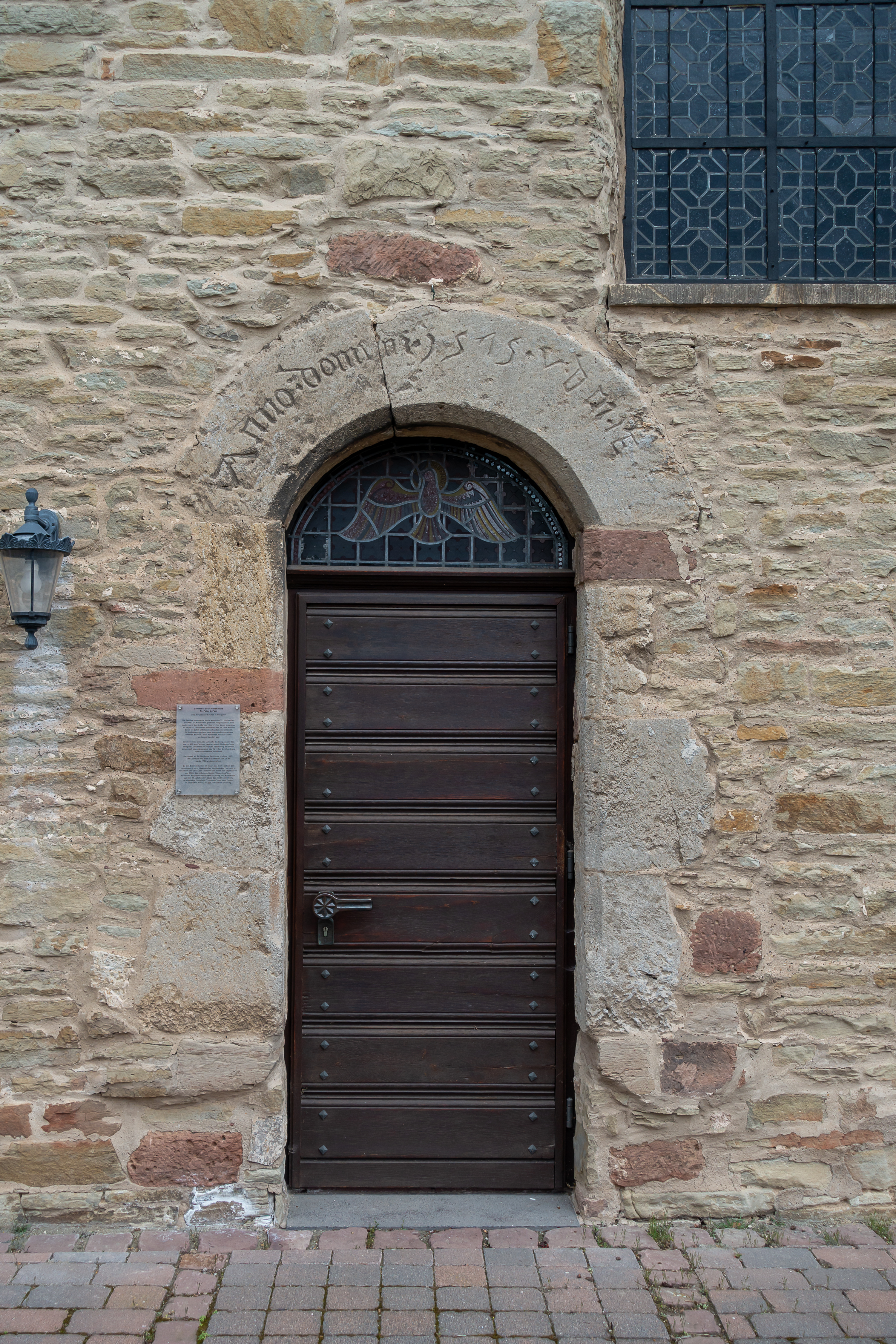
Portal Südseite mit Jahreszahl 1575
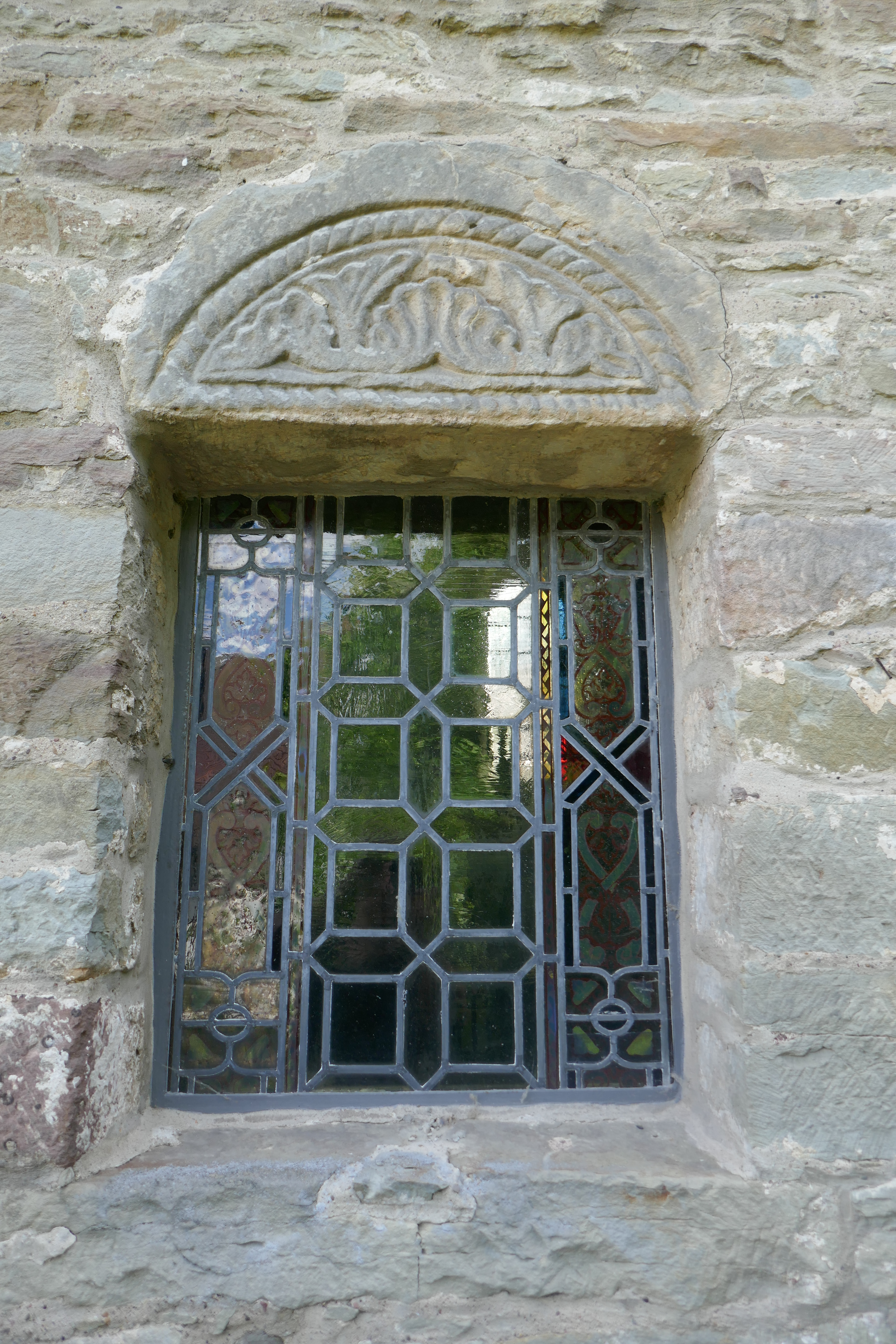
Tympanon mit Taubandrahmung
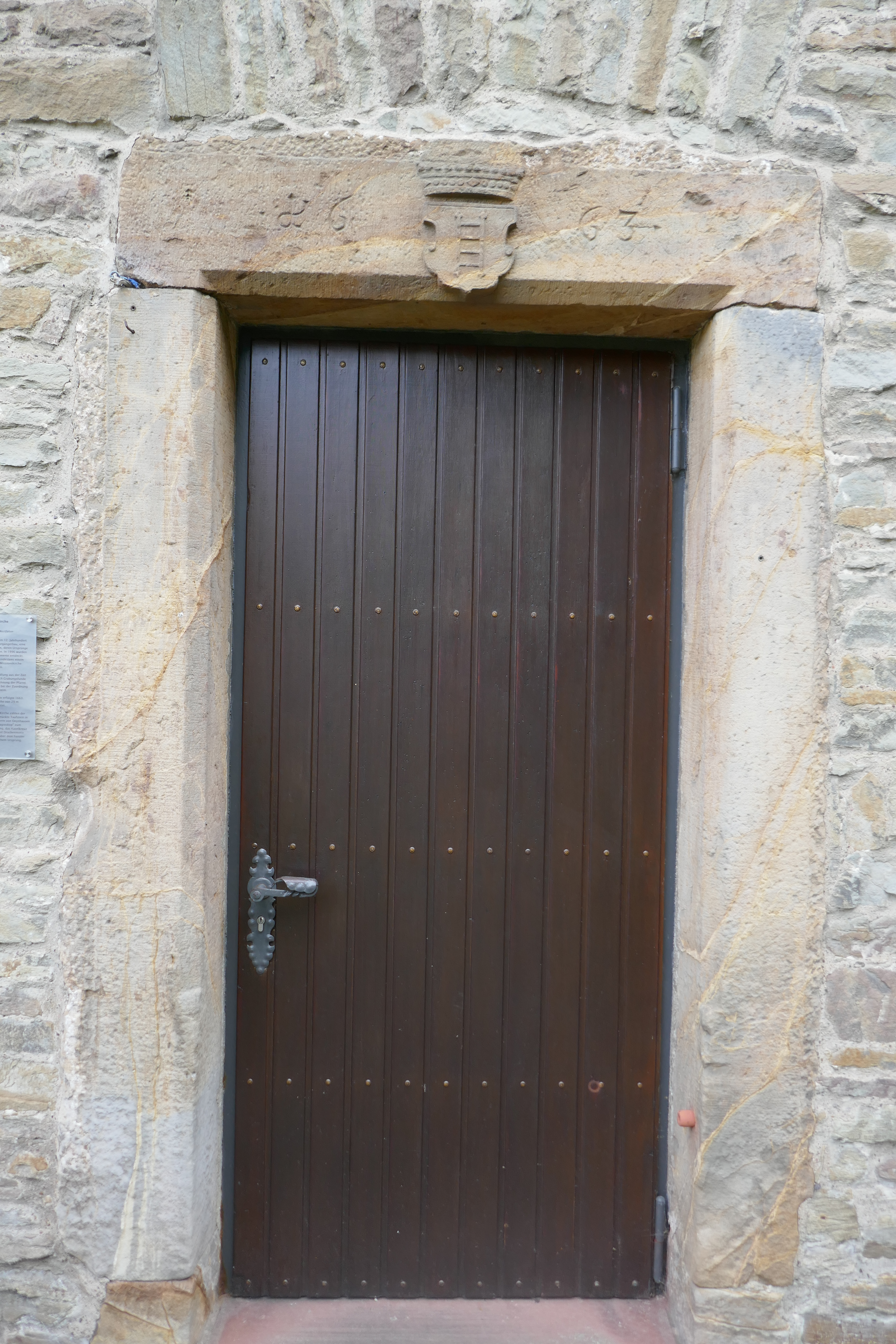
Portal Nordseite mit Wappen und Jahreszahl 1663
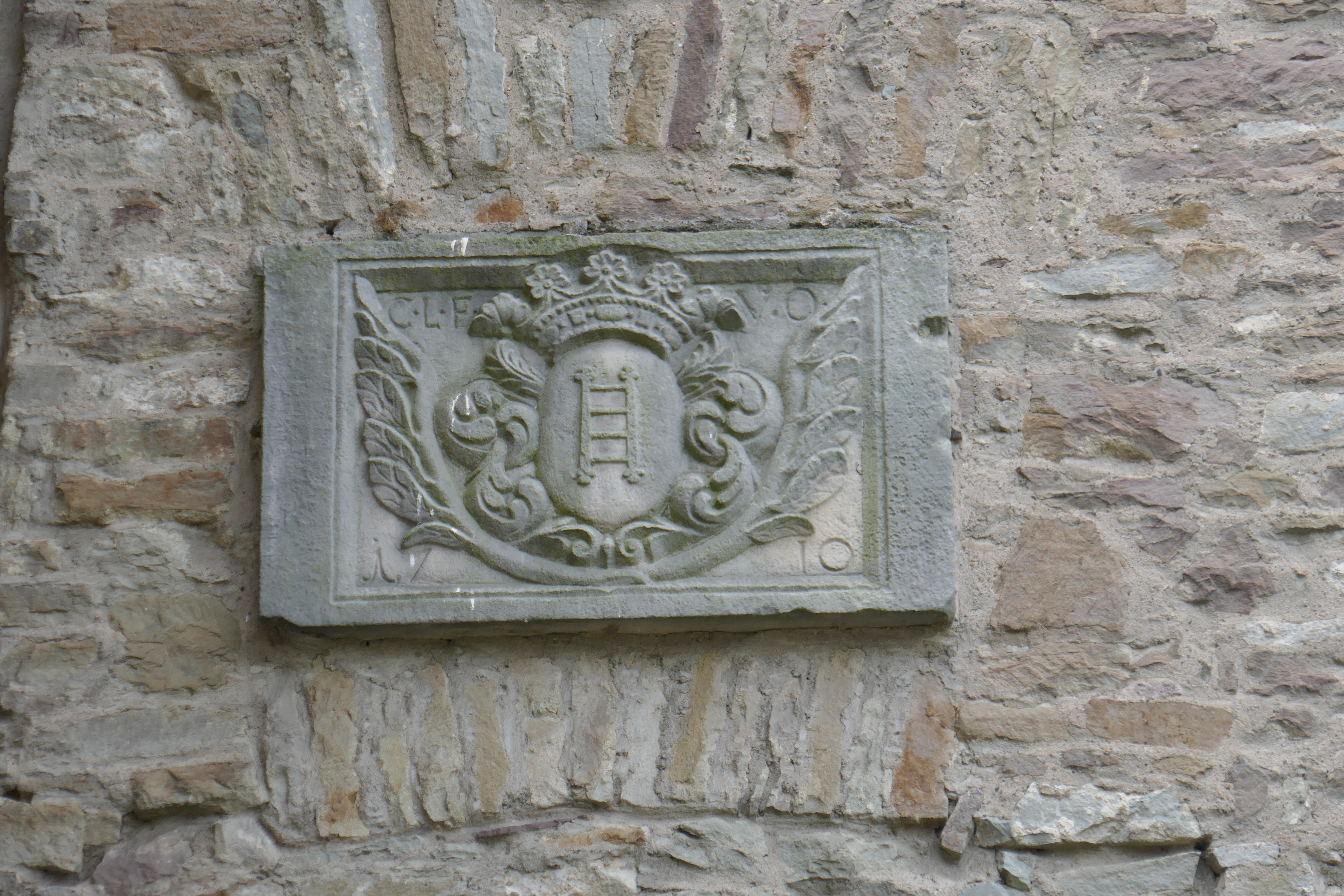
Wappenstein mit der Bezeichnung 1710

## Ausstattung
- Die Taufe in Pokalform aus Sandstein, mit Roll- und Beschlagwerk, sowie Inschriften, ist mit 1614 bezeichnet.
- Ein Ölgemälde zeigt die Darstellung der Kreuzigung Christi mit Maria Magdalena. Es wurde von 1792 bis 1793 von Anton Josef Stratmann gemalt und war vermutlich früher Bestandteil des ehemaligen Hochaltares.
- Die geschnitzte Figur des Gekreuzigten ist eine Arbeit des 15. Jahrhunderts.
- Die Grabplatte aus Sandstein für Werner von Oeynhausen mit einer qualitätsvollen Ritterfigur ist auf 1618/1619 datiert. Es handelt sich wohl um eine Arbeit von Heinrich Gröninger.

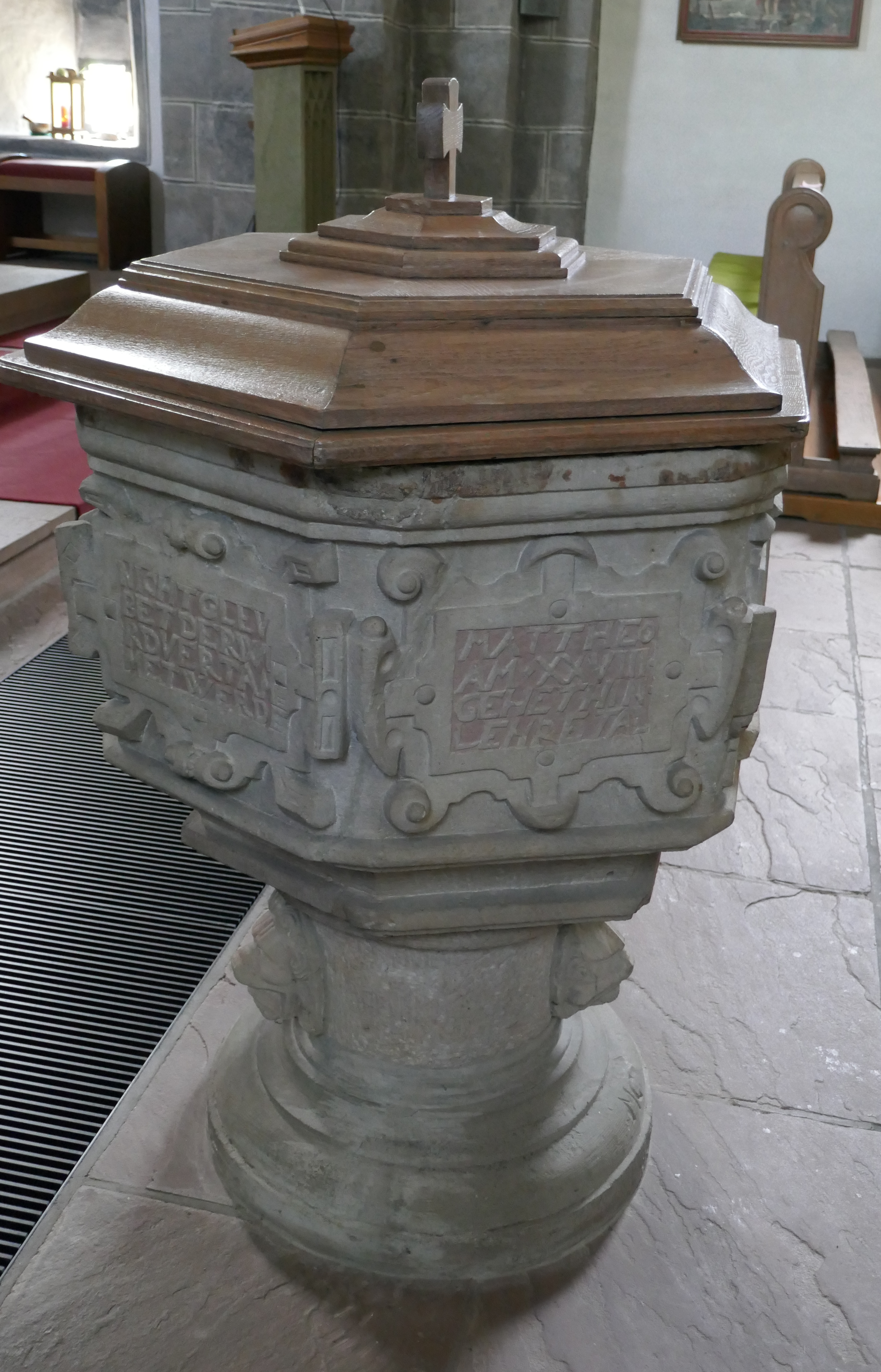
Taufbecken
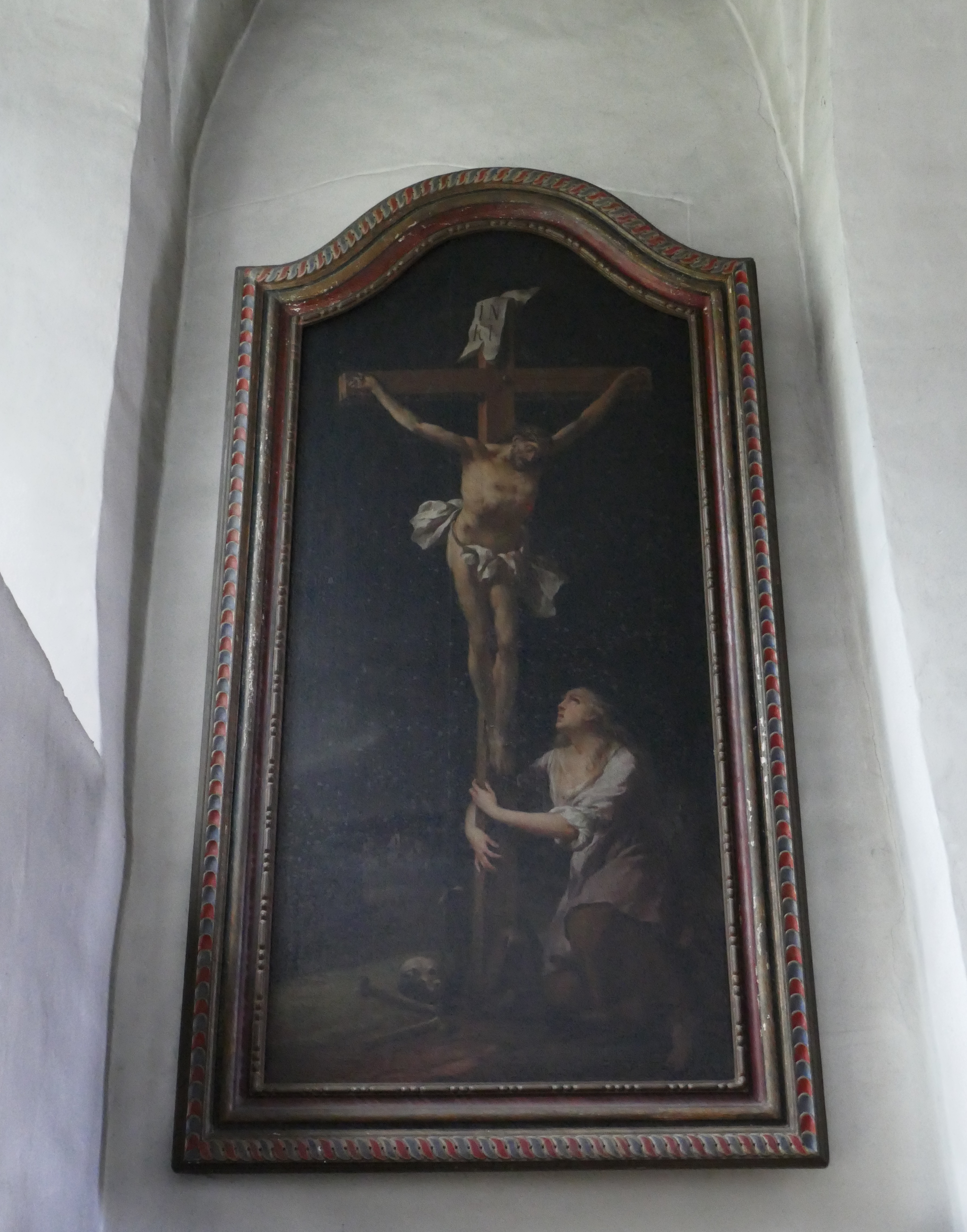
Ölgemälde der Kreuzigung Christi
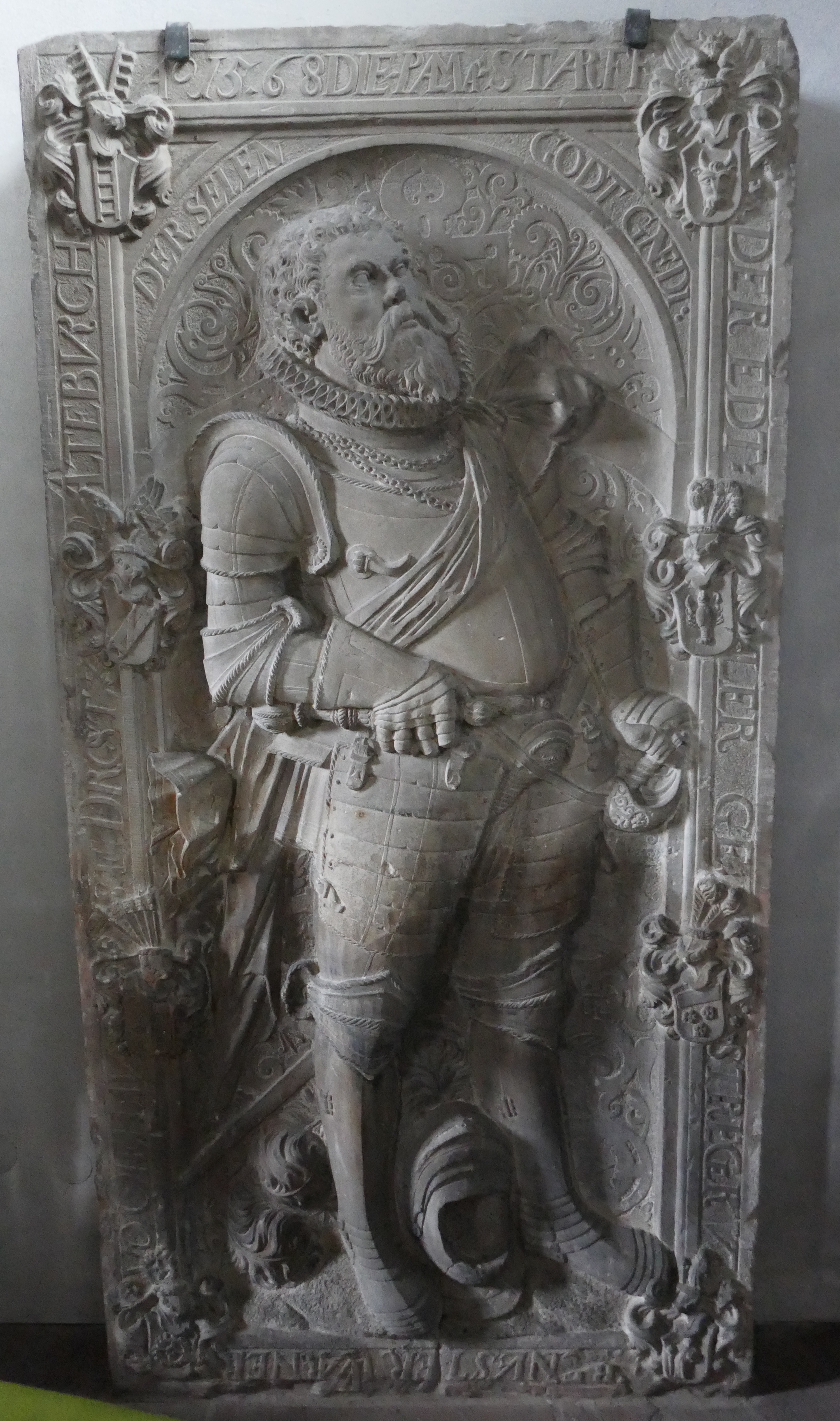
Grabplatte für Werner von Oeynhausen